# Чентрале (Беневенто)
Чентрале је насеље у Италији у округу Беневенто, региону Кампанија.
Према процени из 2011. у насељу је живело 30 становника. Насеље се налази на надморској висини од 636 м.